# Амсден, Элизабет
Элизабет Амсден (англ. Elizabeth Amsden; 27 марта 1881, Бостон — 20 июля 1966, Нью-Йорк Сити) — американская оперная певица (сопрано) и актриса. Сделала международную оперную карьеру в начале XX века. В период с 1923 по 1946 годы снялась в небольших и средних ролях в Голливудских фильмах; в общей сложности на её счету 35 ролей.

## Биография
Амсден родилась в Бостоне, штат Массачусетс, но в школьные годы её семья переехала в Провиденс, штат Род-Айленд, где она поступила в Elmhurst School. В 1892 году она поступила в международную вокальную школу в Бостоне, где обучалась у Уильяма Уитни. Позже она отправилась в Париж, где прожила шесть лет. В 1910 году сделала свой первый профессиональный дебют в «Королевском театре Ковент-Гарден», в Лондоне. В 1911 году после выступлений в Ницце и в Брюсселе, стала членом Бостонской оперной труппы, где она в частности исполняла роль Минни в «Девушке с Запада» и главную роль в «Аиде». Также она выступала с Центральной Оперной труппой и гастролировала по Соединённым штатам вместе с Оперной труппой Сан-Карло.

## Личная жизнь
Первый брак с канадским баритоном Джозефом Ройером закончился разводом. Её второй брак с музыкальным критиком и спортивным журналистом газеты New York Post Чарльзом П. Савьером продолжался вплоть до его смерти в 1935 году. Позже она вышла замуж за Габриэля Чаминадаса, который пережил её после её смерти в 1966 году.